# Иван Југовић (свештеник)
Иван Југовић (буг. Иван Югович; 16. век) био је римокатолички свештеник из Ћипроваца, почетом 17. века.
Припада роду Југовића, угледној кнежевској породици која је управљала аутономним османским градићем Ћипровци, данас у Бугарској.
Спомиње се 1565. године приликом посете католичког надбискупа Амброзија из Рагузе који је у току мисионарског пута посетио Ћипровце и ту затекао само једног римокатоличког свештеника - Ивана Југовића.